# Мыловский сельский совет (Бериславский район)
Мыловский сельский совет (укр. Милівська сільська рада) — входит в состав
Бериславского района
Херсонской области
Украины.
Административный центр сельского совета находится в 
с. Мыловое
.

## История
- 1921 — дата образования.

## Населённые пункты совета
- с. Мыловое
- с. Суханово
- с. Червоный Яр